# Mastigoteuthidae
I Mastigoteutidi (Mastigoteuthidae Verrill, 1881) sono una famiglia di piccoli calamari d'alto mare. Comprendono circa 20 specie conosciute suddivise in sei generi, con esemplari che abitano sia la zona mesopelagica che batipelagica della maggior parte degli oceani. Descritti per la prima volta da Verrill nel 1881, furono successivamente declassati a sottofamiglia (Mastigoteuthinae) dei Chiroteutidi da Chun nel 1920. Tuttavia, Roper et al. nel 1969 li hanno riportati al livello di famiglia, classificazione che da allora non è più cambiata. La tassonomia di questa famiglia è estremamente instabile, e nel tempo sono stati riconosciuti diversi schemi classificatori: un genere, due generi con quattro sottogeneri (Salcedo-Vargas & Okutani, 1994), due generi con diversi «gruppi» (Salcedo-Vargas, 1997), cinque generi con una specie di collocazione incerta, o sei generi.

## Descrizione
I Mastigoteutidi variano in dimensioni da specie piuttosto piccole nel genere Mastigoteuthis a dimensioni relativamente gigantesche nel genere Idioteuthis. Tuttavia, la maggior parte delle specie è piuttosto piccola, con una lunghezza totale del mantello che varia tra 3 e 15 centimetri. Le caratteristiche più distintive di questi calamari sono i tentacoli estremamente allungati, che si ritraggono in guaine laterali membranose del quarto (e più grande) braccio, e le loro pinne ovate molto grandi, che in alcune specie possono occupare fino all'80% della lunghezza del mantello. È proprio da questi tentacoli «a frusta» che deriva il loro nome comune inglese di whip-lash squid («calamari frusta»). A differenza della maggior parte degli altri calamari, le clave tentacolari dei Mastigoteutidi non sono significativamente (di solito per niente) più larghe del resto del tentacolo e sono ricoperte di piccole ventose, in alcune specie invisibili a occhio nudo, che conferiscono ad esse una proprietà estremamente appiccicosa. In alcune specie, le clave rappresentano oltre il 70% della lunghezza del tentacolo.

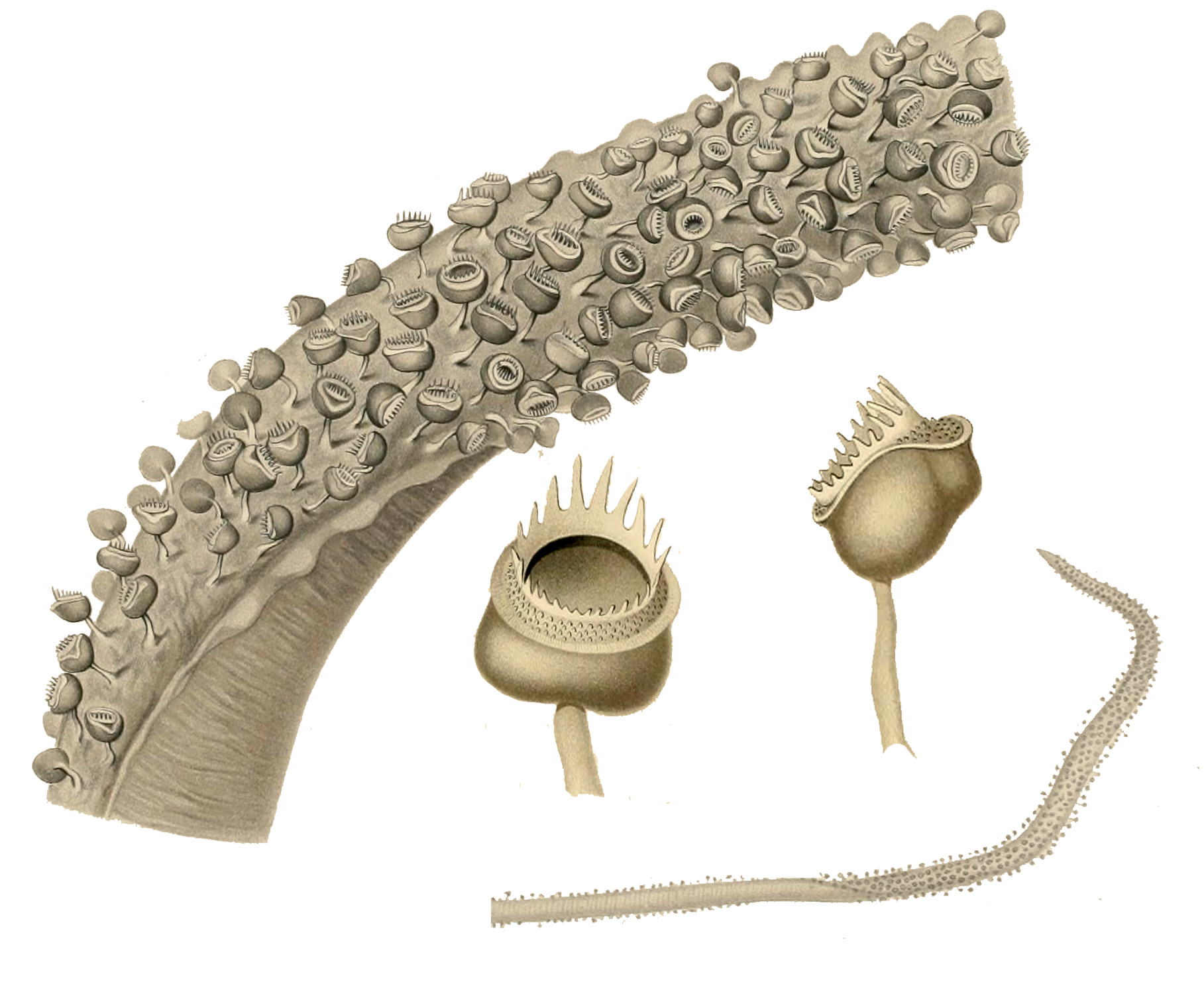
Dettaglio delle ventose

Molte specie possiedono anche fotofori (organi bioluminescenti) che possono essere situati sulla pelle, sulla superficie del bulbo oculare o sulla palpebra. Questi fotofori presentano una «lente» di cromatofori, cellule pigmentate che potrebbero permettere al calamaro di modificare il colore della luce prodotta. Il mantello di alcune specie è adornato con tubercoli conici o emisferici. La maggior parte delle specie ha ventose sulle braccia dotate di denti conici affilati o smussati, più grandi o presenti solo sul lato distale; tuttavia, alcune specie, come Mastigoteuthis inermis, hanno anelli delle ventose lisci, privi di denti (sebbene la validità di questa specie sia attualmente incerta). La colorazione è tipicamente un ricco marrone rossastro o un viola scuro.
Le specie dei generi Echinoteuthis e Idioteuthis sono note per avere clave tentacolari espanse sia sotto forma di paralarve (in entrambe le specie) che di adulti (solo in Idioteuthis).

## Biologia
I membri di questa famiglia sono stati osservati raramente in vita, ma sappiamo che almeno due specie (Mastigopsis hjorti e Magnoteuthis magna) si librano sopra il fondo oceanico in una posizione verticale, con la testa rivolta verso il basso. I calamari utilizzano le loro grandi pinne per mantenere questa posizione e tengono i tentacoli estesi come carta moschicida, rigidi e a una distanza costante l'uno dall'altro: questa posizione è stata definita «a diapason». Le prede sembrano consistere principalmente in crostacei bentonici.
Sebbene i mastigoteutidi possiedano sacche dell'inchiostro (che potrebbero suggerire incursioni in acque meno profonde e illuminate), tutte le osservazioni si sono verificate vicino al fondo in acque profonde. I calamari di acque profonde possiedono comunemente sacche dell'inchiostro. Questi calamari sembrano mancare della capacità di una rapida propulsione a getto e si affidano invece alle loro grandi pinne per il movimento.

## Tassonomia
Questa famiglia è poco compresa dal punto di vista tassonomico, ma ci sono stati numerosi recenti progressi nella sua sistematica. Con molte specie rappresentate da esemplari singoli, danneggiati e giovanili, questo gruppo continua a suscitare controversie nella comunità tassonomica. Salcedo-Vargas e Okutani (1994) hanno riclassificato la famiglia, eliminato il genere Echinoteuthis, aggiunto due sottogeneri e ridotto il numero di specie a otto. Tre anni dopo, dopo un attento esame dei tubercoli cutanei e dei fotofori, Salcedo-Vargas ha eliminato i suoi sottogeneri e aumentato il numero di specie a 17 (Salcedo-Vargas, 1997).  

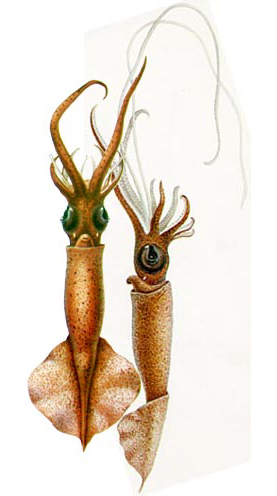
Mastigoteuthis glaukopis

Secondo il World Register of Marine Species, la classificazione dei Mastigoteutidi è:
- Genere Echinoteuthis Joubin, 1933
  - Echinoteuthis atlantica (Joubin, 1933)
  - Echinoteuthis danae Joubin, 1933
  - Echinoteuthis famelica (S.S. Berry, 1909)
- Genus Idioteuthis Sasaki, 1916
  - Idioteuthis cordiformis (Chun, 1908)
- Genus Magnoteuthis Salcedo-Vargas & Okutani, 1994
  - Magnoteuthis magna (Joubin, 1913)
  - Magnoteuthis microlucens (R.E. Young, Lindgren & Vecchione, 2008)
  - Magnoteuthis osheai Braid & Bolstad, 2015
- Genus Mastigopsis Grimpe, 1922
  - Mastigopsis hjorti (Chun, 1913)
- Genus Mastigoteuthis A.E. Verrill, 1881
  - Mastigoteuthis agassizii A.E. Verrill, 1881
  - Mastigoteuthis dentata Hoyle, 1904
  - Mastigoteuthis flammea Chun, 1908
  - Mastigoteuthis glaukopis Chun, 1908
  - Mastigoteuthis grimaldii (Joubin, 1895)
  - Mastigoteuthis psychrophila Nesis, 1977
  - Mastigoteuthis schmidti Degner, 1925
- Genus Mastigotragus R.E. Young, Vecchione & Braid, 2014
  - Mastigotragus pyrodes (R.E. Young, 1972)

La validità di diverse specie deve ancora essere riesaminata, e la collocazione della specie Mastigotragus pyrodes in un genere separato dovrebbe essere valutata mediante analisi genetiche.